# Juma Gerat
Juma Gerat is een bestuurslaag in het regentschap Dairi van de provincie Noord-Sumatra, Indonesië. Juma Gerat telt 1768 inwoners (volkstelling 2010).